# Liste der Naturdenkmale in Hettingen
| Naturdenkmale | Anzahl |
| ------------- | ------ |
| FND           | 6      |
| END           | 2      |
| Gesamt        | 8      |

Die Liste der Naturdenkmale in Hettingen nennt die verordneten Naturdenkmale (ND) der im baden-württembergischen Landkreis Sigmaringen liegenden Stadt Hettingen. In Hettingen gibt es insgesamt acht als Naturdenkmal geschützte Objekte, davon sechs flächenhafte Naturdenkmale (FND) und zwei Einzelgebilde-Naturdenkmale (END).
Stand: 31. Oktober 2016.

## Flächenhafte Naturdenkmale (FND)
| Name                                 | Bild | Kennung     | Einzelheiten | Position | Fläche Hektar | Datum        |
| ------------------------------------ | ---- | ----------- | ------------ | -------- | ------------- | ------------ |
| Brühlsteigfelsen                     | BW   | 84370470004 | Hettingen    | ⊙        | 0,2           | 18. Mai 1971 |
| Enzenbarnfelsen (schlafender Ritter) | BW   | 84370470005 | Hettingen    | ⊙        | 0,0           | 18. Mai 1971 |
| Kachelfelsen                         |      | 84370470000 | Hettingen    | ⊙        | 0,0           | 18. Mai 1971 |
| Schlossfelsen                        | BW   | 84370470003 | Hettingen    | ⊙        | 0,1           | 18. Mai 1971 |
| Wehrensteig-Felsen                   | BW   | 84370470001 | Hettingen    | ⊙        | 0,6           | 18. Mai 1971 |
| 3 Weidebuchen-Gruppe                 | BW   | 84370470007 | Hettingen    | ⊙        | 1,4           | 18. Mai 1971 |
| Legende für Naturdenkmal             |      |             |              |          |               |              |

## Einzelgebilde (END)
| Name                     | Bild | Kennung     | Einzelheiten                                          | Position | Fläche Hektar | Datum        |
| ------------------------ | ---- | ----------- | ----------------------------------------------------- | -------- | ------------- | ------------ |
| Steiglesbuche            | BW   | 84370470006 | Hettingen Nicht mehr in der LUBW-Datenbank vorhanden. | ⊙        | 0,0           | 18. Mai 1971 |
| Wolfseiche               | BW   | 84370470002 | Hettingen                                             | ⊙        | 0,0           |              |
| Legende für Naturdenkmal |      |             |                                                       |          |               |              |